# Prasarita Padottanasana

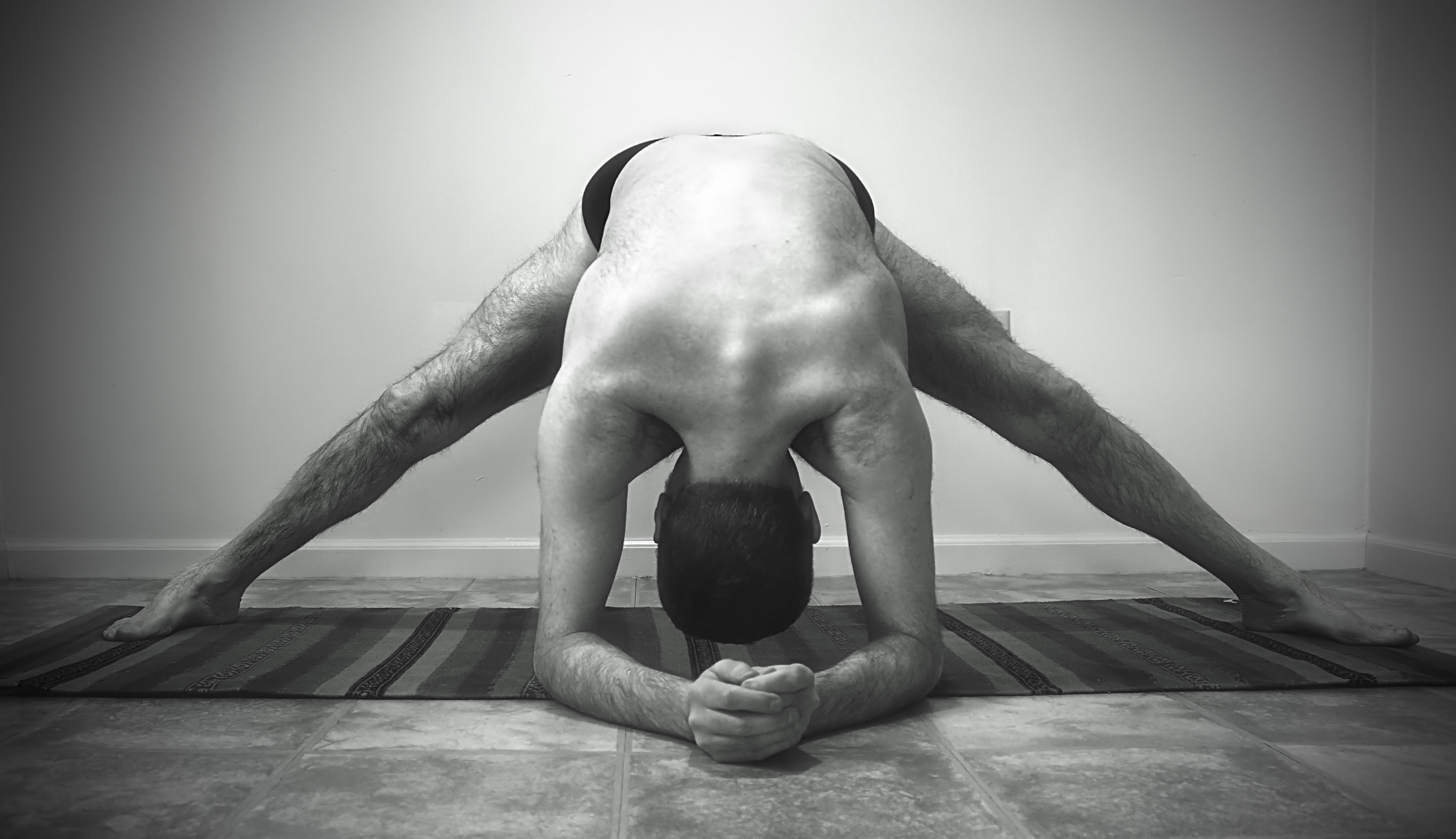
Prasarita Padottanasana

Prasarita Padottanasana (en sánscrito: प्रसारित पादोत्तानासन, IAST: Prasārita Pādottānāsana) o postura de ángulo ancho extendido es una asana de inclinación hacia adelante de pie en el yoga moderno como ejercicio.

## Etimología y orígenes
El nombre proviene del sánscrito Prasārita (प्रसारित) que significa "extendido", Pada (पाद) que significa "pie", Uttan (उत्तान) que significa "extendido" y asana (आसन) que significa "postura" o "asiento".
La postura no se encuentra en los textos medievales de hatha yoga. Fue descrito en el siglo XX por Krishnamacharya en Yoga Makaranda y Yogasanagalu, y también por sus alumnos, Pattabhi Jois en su Ashtanga Vinyasa Yoga, y BKS Iyengar en su Luz sobre el Yoga .

## Descripción
Esta es una postura de pie con los pies bien separados y el cuerpo doblado hacia adelante y hacia abajo hasta que en la postura completa la cabeza toca el suelo y las manos se colocan planas sobre el suelo, las puntas de los dedos en línea con los talones, los brazos doblados en ángulo recto. En el Ashtanga vinyasa yoga se identifican cuatro formas variantes de la asana, que se considera fundamental para ese estilo de yoga. Se puede colocar un par de bloques de yoga debajo de las manos para permitir que quienes tienen los isquiotibiales tensos ejecuten la postura sin esfuerzo.

## Variaciones

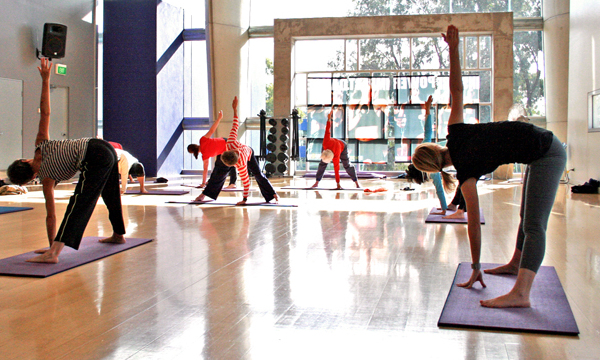
Parivritta Prasarita Padottanasana, la variante rotada de la postura

La variante rotada de la postura es Parivritta Prasarita Padottanasana. La posición de las piernas no cambia, pero el cuerpo está rotado de manera que una mano está en el suelo, mientras que el otro brazo, directamente encima de esa mano, apunta hacia arriba; la mirada se dirige hacia un lado o hacia arriba. Se puede colocar un bloque de yoga debajo de la mano inferior para permitir que la postura se mantenga sin esfuerzo.
La forma reclinada de la postura es Suptakoṇāsana . 